# Suchariewo (Tatarstan)
Suchariewo (ros. Сухарево) – wieś (sieło) w Rosji, w Tatarstanie, w rejonie niżniekamskim. W 2010 liczyła 710 mieszkańców.